# Gerry-Gletscher
Der Gerry-Gletscher ist ein Gletscher an der Saunders-Küste des westantarktischen Marie-Byrd-Lands. Auf der Edward-VII-Halbinsel fließt er in nördlicher Richtung zwischen der Reeves-Halbinsel und den Howard Heights in das Kopfende der Sulzberger Bay.
Luftaufnahmen entstanden bei der ersten (1928–1930) und zweiten Antarktisexpedition (1933–1935) des US-amerikanischen Polarforschers Richard Evelyn Byrd. Der United States Geological Survey kartierte ihn anhand eigener Vermessungen und Luftaufnahmen der United States Navy aus den Jahren von 1959 bis 1965. Das Advisory Committee on Antarctic Names benannte den Gletscher 1970 auf Vorschlag Byrds nach dem mit ihm befreundeten US-amerikanischen Politiker Peter G. Gerry (1879–1957), Sponsor von Byrds zweiter Antarktisexpedition.